# Джеймс Лавлок
Джеймс Ефраим Лавлок (на английски: James Ephraim Lovelock) е английски независим учен, природозащитник и футуролог. Той е най-известен със своята хипотеза за Гея, която постулира, че Земята функционира като жив организъм. 
Лавлок започва своята PhD кариера в областта на медицината, извършвайки експерименти за криоконсервация върху гризачи. Това също така включва успешно размразяване на екземплярите. Неговите методи са въздействащи в теориите на криониката. Той изобретява детектор за улавяне на електрони. Докато проектира научни инструменти за НАСА, той разработва Хипотезата за Гея.
През 2000 г. той предлага метод на климатично инженерство за възстановяване на водораслите, консумиращи въглероден диоксид. Той е изявен член на „Еколози на ядрена енергия“ , като твърди, че интересите на производителите на изкопаемите горива стоят зад противопоставянето на ядрената енергия, цитирайки въздействието на въглеродния диоксид като вредно за околната среда и предупреждавайки за глобалното затопляне поради парниковия ефект. Той е автор на няколко научни книги за околната среда, базирани на хипотезата за Гея от края на 70-те години.

## Отличия

### Почести на Британската общност
| Държава        | Дата      | Назначаване                               | Съкращение |
| -------------- | --------- | ----------------------------------------- | ---------- |
| Великобритания | 1990 –    | Командир на Ордена на Британската империя | CBE        |
| Великобритания | 2003 г. – | Орден на почетните другари                | CH         |

### Научни
Университетски степени
| Местоположение | Дата   | Училище                                            | Степен                                |
| -------------- | ------ | -------------------------------------------------- | ------------------------------------- |
| Англия         | 1941 г | Университет Виктория в Манчестър                   | Бакалавърска степен по химия          |
| Англия         | 1948 г | Лондонско училище по хигиена и тропическа медицина | Доктор по философия (PhD) по медицина |
| Англия         | 1959 г | Лондонски университет                              | Доктор на науките (D.Sc) по биофизика |

Канцлер, гост-учен, губернатор, ректор и стипендии
| Местоположение | Дата          | Училище                          | Позиция                                        |
| -------------- | ------------- | -------------------------------- | ---------------------------------------------- |
| Масачузетс     | 1954 –        | Харвардски университет           | стипендия на Рокфелер в областта на медицината |
| Кънектикът     | 1958 – 1959 г | Медицинско училище Йейл          | Гост-учен                                      |
| Англия         | 1994 г. –     | Green Templeton College, Оксфорд | Старши гостуващ научен сътрудник               |

Почетни степени
| Местоположение | Дата          | Училище                         | Степен                        | Статус |
| -------------- | ------------- | ------------------------------- | ----------------------------- | ------ |
| Англия         | 1982 г        | Университет на Източна Англия   | Доктор на науките (D.Sc)      |        |
| Англия         | 1988 г        | Университет на Ексетър          | Доктор на науките (D.Sc)      |        |
| Англия         | 1988 г        | Плимутска политехника           | Доктор на науките (D.Sc)      |        |
| Швеция         | 1991 г        | Стокхолмски университет         | Доктор на науките (D.Sc)      |        |
| Шотландия      | 1993 г        | Единбургски университет         | Доктор на науките (D.Sc)      |        |
| Англия         | 18 май 1996 г | Университет на Кент             | Доктор на науките (D.Sc)      |        |
| Колорадо       | 1997 г        | Университет на Колорадо Боулдър | Доктор по хуманни писма (DHL) |        |

### Членство и стипендии
| Местоположение | Дата          | Организация                                         | Позиция                      |
| -------------- | ------------- | --------------------------------------------------- | ---------------------------- |
| Великобритания | 1974 –        | кралско общество                                    | Сътрудник (FRS)              |
| Великобритания | 1986 – 1990 г | Морска биологична асоциация на Обединеното кралство | президент                    |
| Великобритания | 2014 –        | Морска биологична асоциация на Обединеното кралство | Почетен сътрудник (Hon FMBA) |

## Личен живот и смърт
Лавлок се жени за Хелън Хислоп през 1942 г. Двамата имат четири деца и бракът им продължава до 1989, когато тя умира от множествена склероза.    За пръв път среща втората си съпруга Санди на 69-годишна възраст. Лавлок заявява, че се чувства необичайно щастлив в една хубава, но скромна среда на живот с втората си съпруга. 
Лавлок навършва 100 години през юли 2019 г.  Той почива в дома си в Абътсбъри, Дорсет,  на 26 юли 2022 г., навръх 103-тия си рожден ден,  при усложнения след падане.

## На български език
- Гея: Нов поглед върху живота на Земята. Изд. „Гея-Либрис“, С., 1996.
- Деян Пенчев. Принципът на самоорганизацията в теориите на Рудолф Щайнер и Джеймс Лавлок. – В: сб. Съвременни предизвикателства във философията (издание на Съюза на учените в България), кн. 1. ИК. „Св. Иван Рилски“, С., 2013, с. 75–83.